# Think of You
Singles de Usher
Can U Get Wit It
(1994) The Many Ways
(1995)
Think of You est le second single de l'album Usher réaliste par l'artiste de R'n'B américain Usher. Ce single a été écrit par Usher et coécrit aux côtés de Donell Jones, Faith Evans et a des échantillons de jazz du musicien Ronnie Laws.
La chanson fait mieux que son prédécesseur Can U Get Wit It en atteignant le N° 7 sur le Billboard Hot R&B/Hip-Hop Songs, N° 58 sur le Billboard Hot 100 et N° 70 sur le UK Singles Chart.
La vidéo montre le jeune Taral Hicks, dont Usher chante pour elle.

## Liste des titres

### Vinyles américain
1. Think of You [Version Prolongée] 5:10.
2. Think of You [Version Instrumentale] 03:48.
3. Think of You [Mixe Album] 3:48.
4. Think of You [Remix : Bad Boy] 4:16.
5. Think of You [Instrumentale : Bad Boy] 04:16.
6. Think of You [Acapella] 3:38.

### Single CD anglais
1. Think of You [Version de l'album].
2. Think of You [Remix].
3. Think of You [Version Prolongée].
4. "Think of You [Version Instrumentale].
5. Think of You [Remix : Bad Boy].

## Positions
| Liste des Charts                   | Positions |
| ---------------------------------- | --------- |
| UK Singles Chart                   | N° 70     |
| US Billboard Hot R&B/Hip-Hop Songs | N° 8      |
| US Billboard Hot 100               | N° 58     |